# André Gide
André Paul Guillaume Gide (Parijs, 22 november 1869 – aldaar, 19 februari 1951) was een Frans schrijver en winnaar van de Nobelprijs voor Literatuur in 1947.

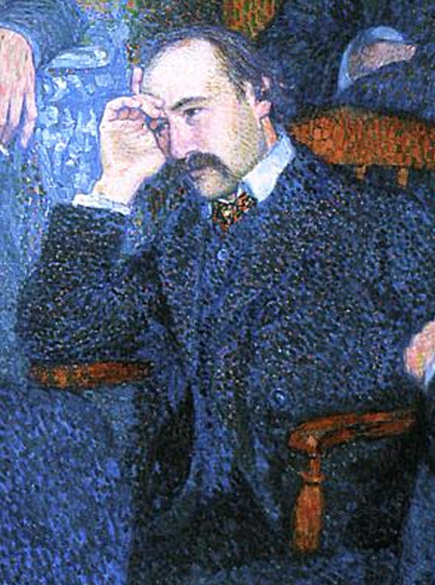
André Gide in 1901 op het schilderij De voordracht door Emile Verhaeren door Théo van Rysselberghe (detail)

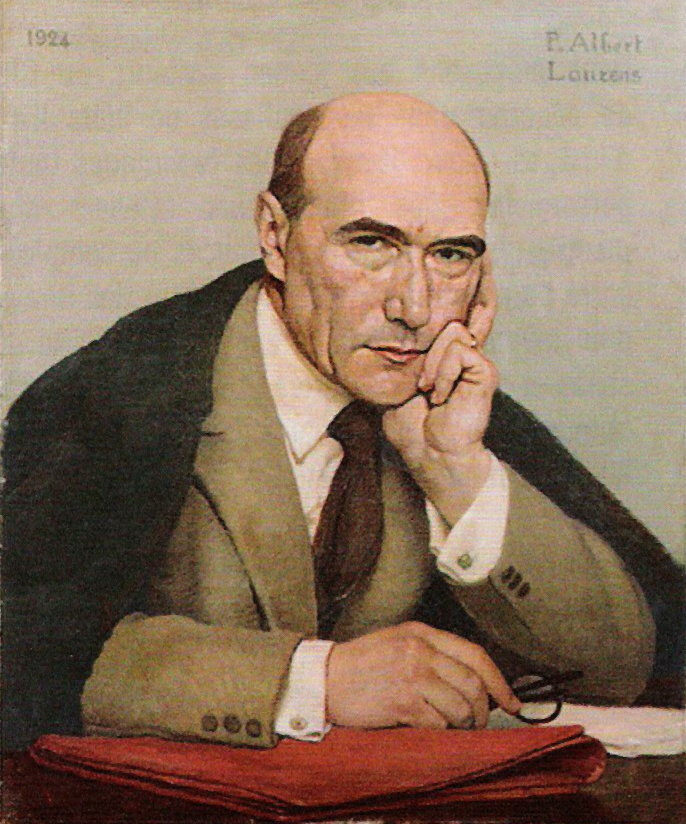
Portret door Paul Albert Laurens, 1924

## Biografie

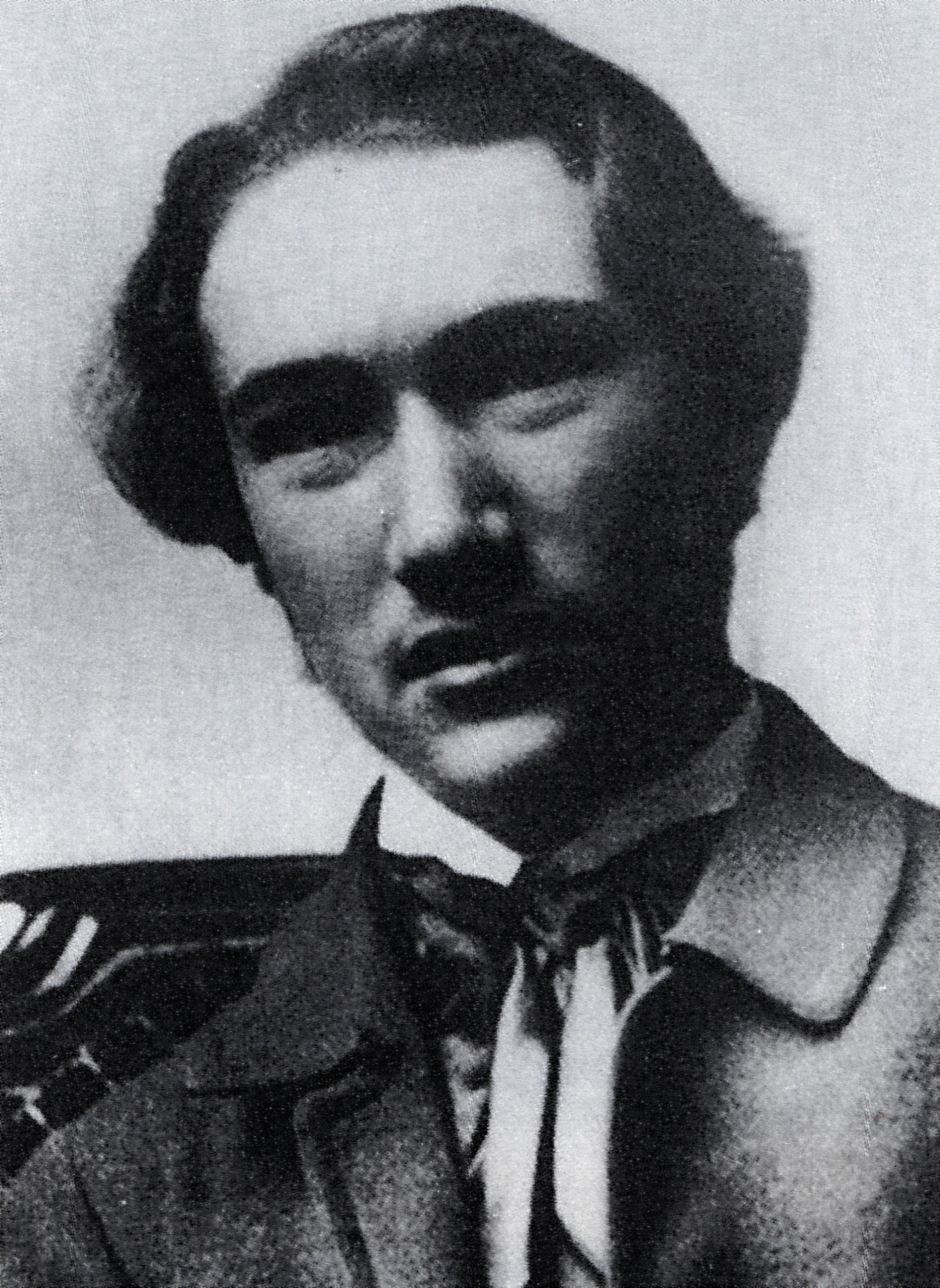
André Gide in 1891

Gide was de zoon van een protestantse vader uit de Midi en een uit een katholieke familie afkomstige maar tot het protestantisme bekeerde moeder uit Normandië. Hij was een van de belangrijkste schrijvers van zijn generatie. Zijn vader was Paul Gide, een professor in de rechten aan de Universiteit van Parijs, die in 1880 stierf. Zijn oom was de politiek econoom Charles Gide. Opgegroeid in Normandië, met een slechte gezondheid en in isolement, werd hij al op jonge leeftijd een productief schrijver.
De streng protestantse opvoeding door zijn moeder heeft hem schuldgevoelens en frustraties opgeleverd als jongeman. Ook zijn nicht Madeleine Rondeaux, met wie hij opgroeide en met wie hij ten slotte huwde, was puriteins; hun huwelijk was louter een spirituele verbintenis en is nooit geconsummeerd. Later raakten zij vervreemd, maar haar terminale ziekte bracht hen weer bijeen; zij overleed in 1938. In 1923 kreeg Gide ondertussen een buitenechtelijk kind, een dochter bij Elisabeth van Rysselberghe, de dochter van Théo en Maria van Rysselberghe.
Gide heeft zich uiteindelijk bevrijd van deze hem verstikkende banden. Door het lezen van de werken van Nietzsche, door ontmoetingen met schrijvers als Oscar Wilde en door de ervaringen tijdens zijn Afrikaanse reizen ontwikkelde hij zijn geestelijk evenwicht als universeel humanist wiens non-conformistische levensstijl werd aanvaard.
André Gide streefde ernaar open te blijven staan voor nieuwe kunststromingen als dadaïsme en surrealisme, of de mystieke kunst van William Blake, wiens werk hij vertaalde.
Op middelbare leeftijd ging hij een langdurige vriendschap en verhouding aan met de vijftienjarige Marc Allégret (1900-1973), die hij adopteerde en die later een bekend filmproducent zou worden.

## Werk en thema's
Terugkerende thema’s zijn het religieuze en het zinnelijke, waarbij de balans in de loop der jaren steeds vaker naar het zinnelijke doorsloeg. Vanaf zijn eerste werk schreef Gide over zijn eigen leven, zijn eigen psyche; het zou hem nooit lukken zijn eigen 'Ich' uit te sluiten. Zijn werk wordt narcistisch genoemd.
Zijn homoseksualiteit en pedofilie komt in zijn werk pas later aan de oppervlakte: in de vroegere werken draait hij er nog wat omheen. Toen hij echter in de jaren negentig van de negentiende eeuw drie jaar doorbracht in Algerije, viel veel van zijn geremdheid van hem af, mede doordat hij verliefd werd op de jonge Athman. Daarna verschenen zijn grote werken l'Immoraliste (1902) en la Porte étroite (1909). Tijdens de Eerste Wereldoorlog schreef hij Corydon (gepubliceerd na de oorlog, in 1924), waarin hij de homoseksualiteit in een gunstig daglicht stelt en zich beroept op grote figuren als Blaise Pascal en Montaigne. Overigens was hij voorstander van een viriele vorm van homoseksualiteit, die hij beschouwde als niet "tegen de natuur", maar wel "tegen de norm". In 1926 kwam Les Faux-monnayeurs uit, door Gide wel zijn "enige roman" genoemd. Het was in ieder geval zijn monumentaalste.
Berucht is zijn houding tegenover de veelzijdige kunstenaar Jean Cocteau, op wie hij altijd heeft neergezien, zonder dat de reden daarvoor ooit duidelijk is geworden. Gides dagboeken wekken de indruk dat er (deels seksuele) jaloezie in het spel was.
Toen van de Amerikaanse auteur Gore Vidal in 1948 het openlijk homoseksuele The City and the Pillar uitkwam - een doorbraak in de VS - stuurde Gide de schrijver een exemplaar van Corydon.

## Politiek
In de jaren twintig begon Gide zich te bekommeren om de maatschappelijk zwakkeren. Hij werd een voorvechter van gelijkberechtiging van de vrouw en was voorstander van een humanere behandeling van misdadigers.
In de jaren dertig had hij, zoals vele schrijvers in die tijd, sympathie voor het communisme, vooral onder invloed van het evangelie. Maar na een reis naar de Sovjet-Unie in juni 1936, in gezelschap van zijn latere vertaler Jef Last, keerde hij ontgoocheld terug. Naar aanleiding van dit bezoek schreef hij een destijds opzienbarend reisverslag Retour de l'U.R.S.S. (1936) dat scherpe kritiek bevatte op de toestanden die hij had aangetroffen. De Sovjetautoriteiten waren niet gelukkig met dit boek, waardoor Gide in de Sovjet-Unie in ongenade viel. Hij verloor vele communistische en socialistische vrienden.
In de jaren veertig ontwikkelde zijn denken over het concept van de vrijheid zich: absolute vrijheid, aldus Gide, was zowel schadelijk voor de maatschappij, als voor het individu.

## Invloed
Als oprichter van de Nouvelle Revue française (1909, na een valse start in 1908), maar vooral als vrijgevochten schrijver, heeft Gide een enorme invloed uitgeoefend op latere generaties Franse schrijvers en op de ontwikkeling van de moderne Franse roman, de Nouveau roman.
Het werk van André Gide is geprezen en aangevallen, maar zowel voor- als tegenstanders erkennen zijn meesterschap over de vorm. Hij kreeg eredoctoraten van diverse universiteiten, waaronder Oxford. In 1947 ontving Gide de Nobelprijs voor Literatuur. In 1952 zette de Katholieke Kerk zijn werk op de lijst van verboden boeken.

## Varia
Een bekende uitspraak van André Gide, als variant op het bekende Cogito, ergo sum (vert. ¨Ik denk, dus ik ben/besta¨) van de 17de-eeuwse Franse filosoof René Descartes, luidde: On me combat, donc je suis (vert. ¨Men bestrijdt mij, dus ik ben/besta¨).

## Nederlandse vertalingen
- 1928 - Brief van André Paul Guillaume Gide (1869-1951), geschreven aan [Jacques?] des Gachons ; Verzameling brieven, manuscripten, ontwerpen voor illustraties e.d. van en aan Franse letterkundigen (vertaald door F.J. de Jong)
- 1929 - Moer: narrenspel (vertaald door M. Nijhoff)
- 1930 - De symphonie pastorale. In 1981 opnieuw uitgegeven onder de titel De pastorale symfonie (vertaald door H. Visser)
- 1935 - De immoralist : roman (vertaald door H. Marsman)
- 1937 - De nieuwe spijzen (vertaald door Jef Last)
- 1937 - De enge poort (vertaald door A.H. Nijhoff)
- 1939 - De levende gedachte van M. de Montaigne (vertaald door Frank de Vries)
- 1941 - De terugkeer van den verloren zoon (vertaald door Jef Last)
- 1945 - Over Duitschland (vertaald door Max Nord)
- 1945 - Vrouwenschool / Robert en Geneviève (vertaald door Jef Last)
- 1947 - Oedipus & Theseus (vertaald door Jef Last)
- 1948 - De valsemunters : roman (vertaald door J.A. Sandfort)
- 1949 - De Hadjie, of Verhandeling over de valse profeet (vertaald door Jef Last)
- 1963 - Verhalend en essayistisch proza : alsmede een uitgebreide keuze uit: journal, correspondentie en andere werken (vertaald door Jef Last)
- 1966 - De kelders van het Vaticaan : een farce (vertaald door Jef Last)
- 1969 - Corydon (vertaald door Jef Last)
- 1973 - Als de graankorrel niet sterft (vertaald door Pieter Beek). In 2023 opnieuw uitgegeven onder de titel De graankorrel (vertaald door Mirjam de Veth)
- 1987 - Reis naar Congo (vertaald door Leonard Nolens)
- 2006 - Het innerlijk blauw : keuze uit het dagboek (vertaald door Mirjam de Veth)
- 2018 - De onzorgvuldig geketende Prometheus (vertaald door Hannie Vermeer-Pardoen)
- 2019 - Moerassen (vertaald door Hannie Vermeer-Pardoen)
- 2023 - Urians reis (vertaald door John Fenoghen)

- Bibsys: 90053652
- Biblioteca Nacional de Chile: 000041408
- Biblioteca Nacional de España: XX1154096
- Bibliothèque nationale de France: cb11904849c (data)
- Catàleg d'autoritats de noms i títols de Catalunya: 981058521715806706
- CiNii: DA00268499
- Digitale Bibliotheek voor de Nederlandse Letteren: gide001
- Gemeinsame Normdatei: 118539124
- Historisch woordenboek van Zwitserland: 041452
- International Standard Name Identifier: 0000 0001 2144 5648
- Library of Congress Control Number: n79043630
- Nationale Bibliotheek van Letland: 000040643
- MusicBrainz: b8fa0877-fac1-490f-a977-cbd23802b1e8
- Bibliotheek van het Japanse parlement: 00440869
- Nationale Bibliotheek van Tsjechië: jn19990002664
- Nationale bibliotheek van Australië: 35268590
- Nationale Bibliotheek van Israël: 987007261605205171
- Nationale Bibliotheek van Polen: a0000001178936
- Nationale en Universitaire bibliotheek Zagreb: 000005468
- Nederlandse Thesaurus van Auteursnamen: 068853998
- Istituto Centrale per il Catalogo Unico: CFIV013440
- LIBRIS: 188204
- SNAC: w6xg9s2v
- Système universitaire de documentation: 026890593
- Trove: 890335
- Union List of Artist Names: 500259790
- Virtual International Authority File: 96973963
- WorldCat: E39PBJmDgKvwJYx3CvfQXdMXVC

1901: Prudhomme ·
1902: Mommsen ·
1903: Bjørnson ·
1904: Mistral, Echegaray ·
1905: Sienkiewicz ·
1906: Carducci ·
1907: Kipling ·
1908: Eucken ·
1909: Lagerlöf ·
1910: Heyse ·
1911: Maeterlinck ·
1912: Hauptmann ·
1913: Tagore ·
1915: Rolland ·
1916: Heidenstam ·
1917: Gjellerup, Pontoppidan ·
1919: Spitteler ·
1920: Hamsun ·
1921: France ·
1922: Benavente ·
1923: Yeats ·
1924: Reymont ·
1925: Shaw ·
1926: Deledda ·
1927: Bergson ·
1928: Undset ·
1929: Mann ·
1930: Lewis ·
1931: Karlfeldt ·
1932: Galsworthy ·
1933: Boenin ·
1934: Pirandello ·
1936: O'Neill ·
1937: Gard ·
1938: Buck ·
1939: Sillanpää ·
1944: Jensen ·
1945: Mistral ·
1946: Hesse ·
1947: Gide ·
1948: Eliot ·
1949: Faulkner ·
1950: Russell ·
1951: Lagerkvist ·
1952: Mauriac ·
1953: Churchill ·
1954: Hemingway ·
1955: Laxness ·
1956: Jiménez ·
1957: Camus ·
1958: Pasternak ·
1959: Quasimodo ·
1960: Perse ·
1961: Andrić ·
1962: Steinbeck ·
1963: Seferis ·
1964: Sartre (geweigerd) ·
1965: Sjolochov ·
1966: Agnon, Sachs ·
1967: Asturias ·
1968: Kawabata ·
1969: Beckett ·
1970: Solzjenitsyn ·
1971: Neruda ·
1972: Böll ·
1973: White ·
1974: Johnson, Martinson ·
1975: Montale ·
1976: Bellow ·
1977: Aleixandre ·
1978: Singer ·
1979: Elýtis ·
1980: Miłosz ·
1981: Canetti ·
1982: García Márquez ·
1983: Golding ·
1984: Seifert ·
1985: Simon ·
1986: Soyinka ·
1987: Brodsky ·
1988: Mahfoez ·
1989: Cela ·
1990: Paz ·
1991: Gordimer ·
1992: Walcott ·
1993: Morrison ·
1994: Oë ·
1995: Heaney ·
1996: Szymborska ·
1997: Fo ·
1998: Saramago ·
1999: Grass ·
2000: Gao ·
2001: Naipaul ·
2002: Kertész ·
2003: Coetzee ·
2004: Jelinek ·
2005: Pinter ·
2006: Pamuk ·
2007: Lessing ·
2008: Le Clézio ·
2009: Müller ·
2010: Vargas Llosa ·
2011: Tranströmer ·
2012: Mo ·
2013: Munro ·
2014: Modiano ·
2015: Aleksijevitsj ·
2016: Dylan ·
2017: Ishiguro ·
2018: Tokarczuk ·
2019: Handke ·
2020: Glück ·
2021: Gurnah ·
2022: Ernaux ·
2023: Fosse ·
2024: Kang ·